# Reverberation
Reverberation — шостий студійний альбом англійської групи Echo & the Bunnymen, який був випущений у грудні 1990 року.

## Композиції
1. Gone, Gone, Gone – 4:13
2. Enlighten Me – 5:01
3. Cut & Dried – 3:47
4. King of Your Castle – 4:36
5. Devilment – 4:44
6. Thick Skinned World – 4:18
7. Freaks Dwell – 3:51
8. Senseless – 4:55
9. Flaming Red – 5:33
10. False Goodbyes – 5:40

## Учасники запису
- Ноуел Берк — вокал
- Уїлл Сарджент — гітара
- Лес Паттінсон — бас гітара
- Джек Брокман — меллотрон
- Деймон Ріс — ударні